# Catalina Bustamante
 Bustamante (Llerena, siglo XV-1545) fue una educadora española elegida para ser directora y maestra de una escuela-convento para niñas y mujeres de la nobleza indígena en Texcoco, en el contexto de la conquista del Imperio Azteca. La labor que tenía encomendada por los franciscanos era la de evangelizar y educar a las niñas para adaptarlas al modelo español de feminidad católico. Fue despedida por acusaciones relacionadas con el proxenetismo de las niñas bajo su protección.

## Contexto histórico
Los franciscanos, con la intención de adaptar a la población indígena al modelo cristiano occidental, crearon internados para niños y niñas indígenas. El iniciador de la escuela de niñas indígenas en Texcoco fue Toribio de Benavente Motolinía, el guardián del convento de Texcoco Motolinía.  Según algunas fuentes, el colegio se fundó en lo que anteriormente había sido el palacio de Netzahualcoyotzi   y según otras fuentes, en el palacio de Fernando Cortés Ixtlilxochitl, el cual fue utilizado como convento desde la llegada de Pedro de Gante.  
Como la Orden Franciscana no tenía suficiente dinero para iniciar la residencia, acudieron a Hernán Cortés en busca de ayuda.Cortés había tomado Texcoco para sí y según sus propias ordenanzas, dictadas en 1524, los encomenderos tenían la obligación de encargarse de la educación de la población indígena. Debido a esta colaboración, algunos cronistas escribieron que el colegio era obra de Cortés. En 1529 ya se encontraban allí varias de las hijas del Moctezuma, tlatoani del Imperio mexica.
Para educar a niñas y mujeres indígenas, los frailes buscaron mujeres españolas. Y en el caso del colegio de Texcoco, eligieron a Catalina de Bustamante. 

## Biografía
Bustamante nació en Llerena, más o menos en 1490. Era terciaria seglar de la orden franciscana, y junto a su marido, Diego Tinico, llegaron a Santo Domingo en 1514, junto con dos hijas y dos sobrinas.  Unos años más tarde se trasladó al Virreinato de Nueva España con sus familiares.

Como directora de la escuela en Texcoco y primera maestra en la Nueva España, fue la encargada de educar a las niñas indígenas como mujeres españolas, es decir, enseñarles la lengua castellana, cambiar su forma de vestir, adaptarlas a las actividades femeninas y enseñarles las virtudes cristianas, sobre todo, lo que correspondía al modelo del matrimonio cristiano inseparable y monógamo.  Fray Juan de Zumárraga, arzobispo de México, describió a Bustamente como una "mujer (...) de nuestra nación, honrada, honesta, virtuosa y persona de muy buen ejemplo".   En cuanto a la residencia, tenía cabida para unas 400 niñas y mujeres y Zumárraga la describió así:
En la ciudad de Tezcuco (...) hay una casa muy importante, a la que los padres custodios y guardianes de San Francisco muchos días ha que dedicaron para encerramiento, a manera de monasterio de monjas, y en éste hay mucha cantidad de mujeres doncellas y viudas, hijas de señores y personas principales (...) Que aunque no son monjas profesas, por ser, como son, indias, hay clausura.
Juan Peláez de Berrio, alcalde y conquistador de Guaxaca, ordenó secuestrar a dos niñas de catorce años, Inés, una mujer de esos territorios, y Luisa, una cubana. Bustamante se presentó ante Zumárraga pidiendo justicia.  Unos meses más tarde, el 24 de agosto de 1529, Isabel de Portugal, en sustitución de Carlos V, pidió al obispo que protegiera a aquellas pequeñas. Envió una carta a la Primera Audiencia, diciendo que daba su apoyo a Catalina de Bustamante y ordenándoles respetar el colegio y amenazando con privar de sus privilegios e inmunidades a quien lo atacara. Posteriormente, Isabel de Portugal se encargó de buscar mujeres españolas para que ejercieran de maestras en Nueva España, las convenció y les pagó el viaje. Las primeras beatas, entre ellas Elena Medrano y Juana Gra y ejercieron en el Colegio de la Madre de Dios, en Ciudad de México a partir de 1531.El segundo grupo de maestras, elegidas por Zumárraga, estuvo compuesto por Elvira Díaz de Olmedilla, María Ramírez, Juana Rodríguez, Magdalena de Urbina, Isabel Martínez, Gerónima Valmaseda, Juana Guerra y Elena de Loyola.
Mientras llegaba la carta de Isabel de Portugal, Zumárraga, que conocía el colegio, se reunió con fray Juan de Rivas (guardián de Texcoco), fray Toribio Motolinía (guardián de Huejotzingo), fray Juan de Padilla y fray Francisco de la Coruña con la intención de enviar una carta al rey, explicándole el ataque a la escuela y exponiendo el papel e influencia de la escuela en la evangelización de las niñas y de los pueblos.
Bustamante, no satisfecha con la situación, cruzó el mar para presentarse ante el Consejo de Indias en 1535, donde presentó las necesidades de las maestras y pidió y obtuvo la ayuda de la emperatriz, llevándose consigo tres correligionarias de Sevilla: Catalina de Muela, Isabel Pérez y Francisca de Velazco.Partieron en el navío del maestre Pedro Hernández Xerez el 3 de octubre de 1535.
En el juicio por el secuestro, testigos declararon que, más que una escuela o convento, el lugar era una residencia para niñas y mujeres indígenas que habían quedado embarazadas por españoles, quienes las dejaban allí "estacionadas" mientras andaban fuera. Uno de los testigos aseguró que "aquella casa no era monasterio sino putería de frailes y mancebas de Fernando Cortés". El juicio y los testimonios de los testigos crearon un gran escándalo y no queda claro si Bustamante dimitió o fue despedida de su cargo. Zumárraga ordenó que si Bustamante volvía no la dejaran entrar y puso a una monja recién llegada a dirigir la residencia.En cuanto a Juan Peláez de Berrio, fue detenido y según Bernal Díaz del Castillo murió en prisión.
Bustamante murió en 1545, a causa de la peste bubónica.